# Aulacoderus forchhammeri
Aulacoderus forchhammeri es una especie de coleóptero de la familia Anthicidae.

## Distribución geográfica
Habita en Botsuana.